# Fabrizio Romano
Fabrizio Romano (Nápoles, 21 de fevereiro de 1993) é um jornalista italiano especialista em transferências de futebol. É considerado um dos jornalistas mais especialistas e confiáveis no ramo das transferências no mundo do futebol.

## Carreira
Nascido em Nápoles, estudou jornalismo na Universidade Católica do Sagrado Coração e fala muito bem espanhol e inglês, além do italiano. Começou a escrever sobre futebol aos 16 anos em 2009, estudando nas manhãs e escrevendo notícias à tarde sozinho, antes de conseguir contatos.
Aos 18 anos, mudou-se à Milão e iniciou sua carreira como jornalista, começando a adquirir contatos e tendo como sua primeira grande aparição após noticiar a ida de Mauro Icardi para a base do Barcelona, após rceber informações privilegiadas de um agente italiano de dentro do clube. Desde que se juntou ao Sky Sport Itália aos 19 anos, criou e construiu contactos com clubes, agentes e intermediários de toda a Europa. Romano também trabalha como repórter do The Guardian e tem milhões de seguidores nas redes sociais, nomeadamente no Twitter e Instagram.
Romano é conhecido pelo seu famoso slogan "here we go" (aqui vamos nós), usado quando anuncia um novo acordo de transferência. Também escreve para a CBS Sports e é o fundador da SOS Fanta, um site de futebol de fantasia que ele criou em 2014. Em 2022, ganhou o prêmio Globe Soccer Awards na categoria de melhor jornalista esportivo.
No dia 14 de agosto de 2024, foi anunciado que o jornalista estaria no EAFC 25 (ex-Fifa), o maior simulador de futebol do mundo. Romano ocupará a área de redes sociais do Modo Carreira do jogo, “vazando” as contratações que acontecem no mercado de transferências.

## Prêmios e indicações
| Ano  | Prêmios             | Categoria                   | Resultado |
| ---- | ------------------- | --------------------------- | --------- |
| 2022 | Globe Soccer Awards | Melhor jornalista esportivo | Venceu    |